# Półwysep Grodzki
Półwysep Grodzki (do 1945 niem. bez nazwy) – półwysep oddzielający wody Zalewu Szczecińskiego od Zatoki Nowowarpieńskiej. Leży na północ od centrum Nowego Warpna, przy granicy polsko-niemieckiej. Na południowy zachód od półwyspu znajduje się Łysa Wyspa, a na południe Półwysep Nowowarpieński.
Półwysep porastają łęgi, lasy liściaste oraz częściowo pokryty jest wydmami, lina brzegowa rozwinięta. Na półwyspie mieści się Podgrodzie dzielnica Nowego Warpna.